# Collis Clamat
Collis Clamat bzw. collis clamat war eine Veranstaltung, die von 2009 bis 2024 jährlich am 2. Augustwochenende auf dem Katharinenberg in Wunsiedel (Oberfranken) stattfand.

## Hintergrund
Wörtlich übersetzt bedeutet das lateinische collis clamat in etwa „Der Berg ruft“ oder auch „Der Hügel brüllt“. Der Mittelaltermarkt wurde vom gemeinnützigen Verein „Die Hundlinge e. V.“ organisiert und ausgerichtet. Das ursprünglich kleine Fest besuchten im Jahr 2011 bereits ca. 10.000 Besucher aus  Deutschland sowie dem angrenzenden Tschechien.
Seit dem dritten Jahr wurde das Fest unter ein Motto gestellt, das mit der Stadtgeschichte Wunsiedels verknüpft war:
- 2011: „Die Hussiten kommen!“
- 2012: „Sturm der Böhmen“
- 2013: „Der erste Wunsiedler“
- 2014: „St. Katharina“
- 2015: „Die Hohenzollern“
- 2016: „Die Erste Stadt“
- 2017: „Wunsiedel brennt!“
- 2018: „10 Jahre Collis Clamat“
- 2019: „Dunkle Zeiten“[2]
- 2020 und 2021: „Der Wandel“ – abgesagt aufgrund der Corona-Pandemie
- 2024: „Das letzte Gefecht“

Hauptattraktionen waren die Nachbauten mittelalterlicher Kriegsmaschinen wie die Blide „Die Lange Katharina“ und die Balliste „Der Wolf“. Meist samstags fand ein großer Schaukampf („Feldschlacht“) statt. Weiterhin wurde den Besuchern ein Rahmenprogramm mit szenetypischen Inhalten geboten. Der Greifvogelpark, der direkt an das Gelände anschließt, wurde mit seinen Tieren und Flugshows ebenfalls mit ins Programm eingebunden.